# Bukijowiec (Zanowinie)
Bukijowiec – część wsi Zanowinie w Polsce położona w województwie lubelskim, w powiecie chełmskim, w gminie Dorohusk.
W latach 1975–1998 Bukijowiec administracyjnie należał do województwa chełmskiego.